# Slocum-Revolver

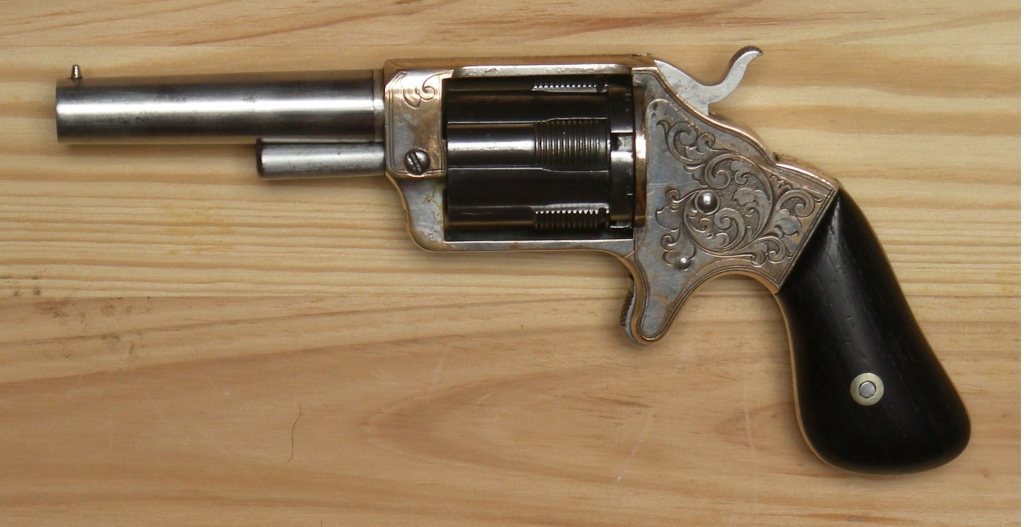
Slocum-Revolver

Der Slocum-Revolver im Kaliber .32 war ein Versuch, das Exklusivrecht von Smith & Wesson zur Herstellung von Patronenrevolvern mit zylindrisch durchgebohrter Trommel zu umgehen. Der fünfschüssige Revolver wurde 1863 / 1864 von der Firma Brooklin Arms Company, Brooklyn, New York in etwas über 10.000 Exemplaren hergestellt.

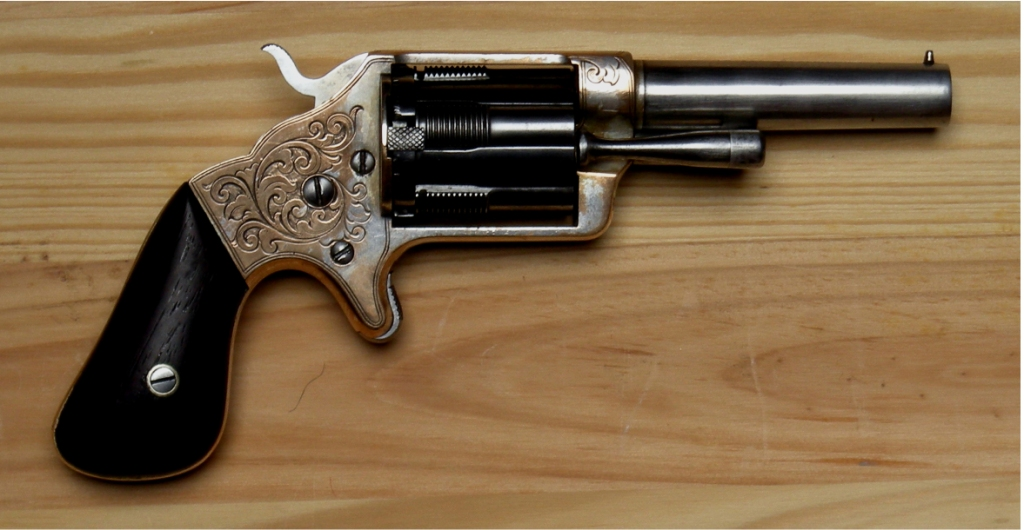
Slocum-Revolver rechts

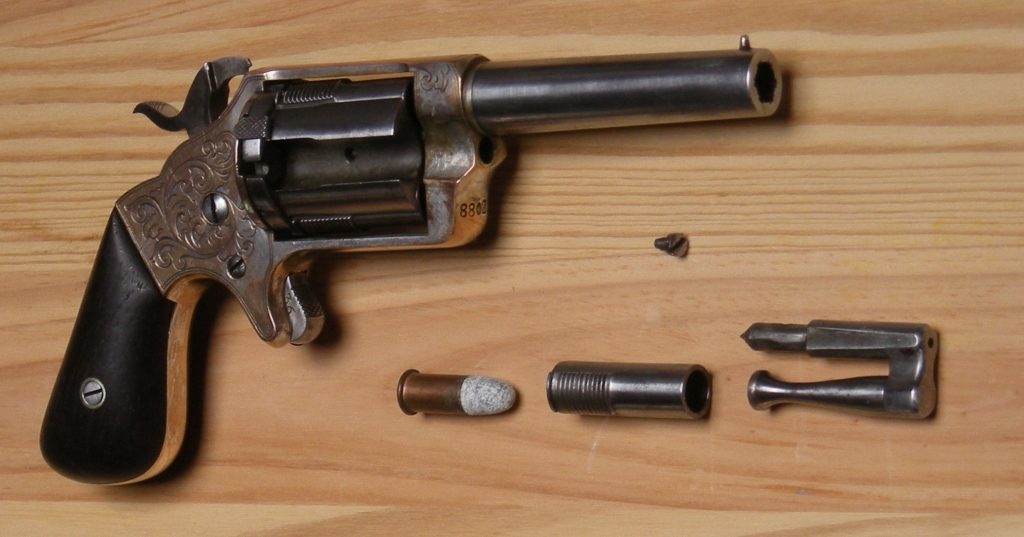
Slocum-Revolver, teilweise demontiert

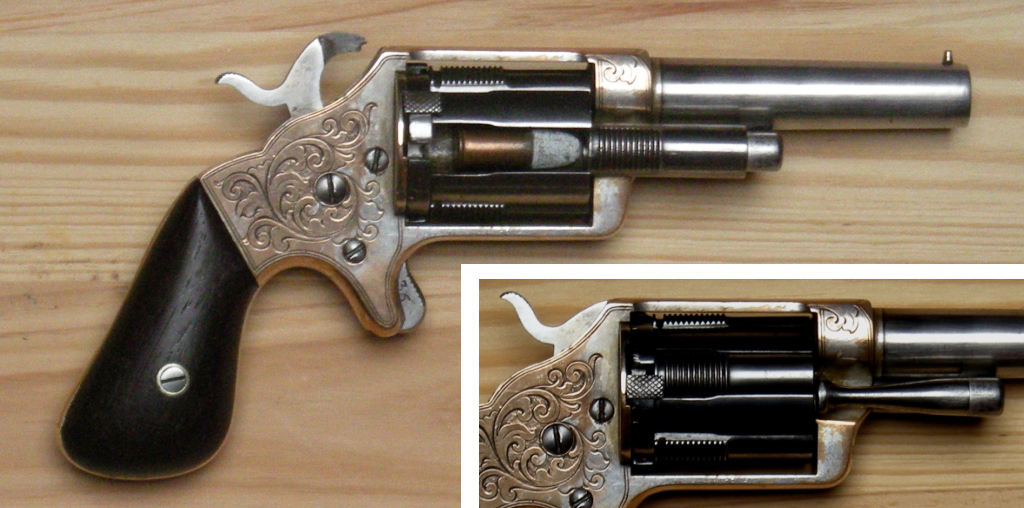
Slocum Ladeposition, Detail: Hülse verriegelt

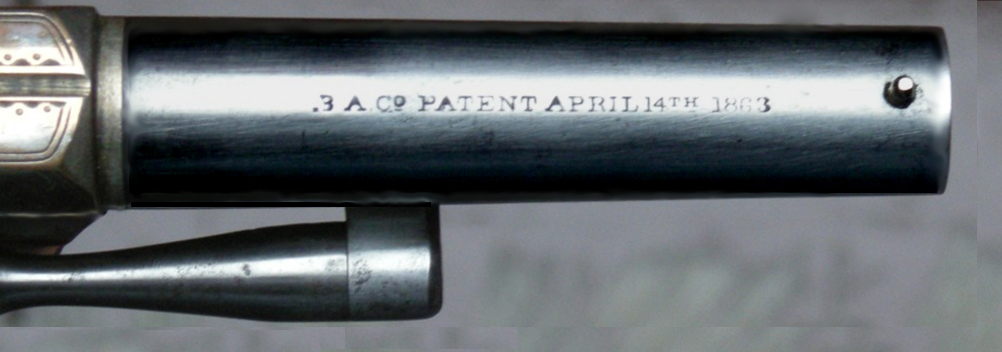
Laufinschrift

## Geschichte
Die Entwicklung des Slocum-Revolvers hatte zum Ziel, einen Patronenrevolver zu entwickeln, mit dem zylindrische Patronen verschossen werden konnten, ohne das von der Firma Smith & Wesson kontrollierte Rollin-White-Patent zu verletzen. Beim  System des Slocum-Revolvers waren die Trommelbohrungen, resp. Patronenlager durch Hülsen ersetzt, die in die nach außen offene Trommel eingesetzt waren. Das System wurde patentiert, ein erstes Patent wurde am 27. Januar 1863 (US-Patent No. 37 551), eine Verbesserung des Auswerfersystems am 14. April 1863 (US-Patent No. 38 204) an den Entwickler Frank P. Slocum erteilt.
Wie die frühen Smith & Wesson-Revolver, das Model Smith & Wesson No. 1 1/2 und No. 2 Army in den Kalibern .32 mit Randfeuerzündung, wurden die Slocum-Revolver von Soldaten und Offizieren zur Selbstverteidigung als Backup-Waffen im Amerikanischen Bürgerkrieg zivil erworben.

## Technik
Der fünfschüssige Slocum-Single-Action-Revolver verschoss Randfeuerpatronen des Kalibers .32 lang und kurz. Der geschlossene Rahmen war aus Messing gefertigt, graviert und versilbert. Die Lauflänge betrug 3 Zoll. Die auf zwei auf den Rahmen geschraubten Griffschalen waren aus Rosenholz gefertigt.
Die Trommel des Revolvers war außen offen. In die fünf Öffnungen waren von vorne zylindrische Hülsen eingeschoben, welche als Patronenlager dienten. Zum Laden mussten diese Hülsen, eine nach der andern, zuerst entriegelt, dann nach vorne über den Hülsenauswerfer geschoben werden. Daraufhin konnte eine Patrone in die freiliegende Öffnung in der Trommel eingelegt werden. Durch Zurückschieben der Hülse war die Kammer geladen. Verschossene Patronenhülsen wurden durch den parallel zum Lauf fest angebrachten Hülsenauswerfer entfernt.